# Underoath
Underoath (estilizado como underØATH) es una banda estadounidense de metalcore formada en el año 1997 en Ocala, Florida, pero radicada poco tiempo después en Tampa, Florida.
Underoath fue formada por Luke Morton y Dallas Taylor, La banda actualmente está formada por Spencer Chamberlain (voces), Timothy McTague (guitarra principal), Grant Brandell (bajo), Christopher Dudley (teclados) y Aaron Gillespie voz, (batería).
Takehold Records contrató a Underoath para lanzar sus dos primeros álbumes. En el año 2001 firman con Solid State, casa con la que lanzan sus dos trabajos discográficos siguientes. Para el 2006 firman con Tooth & Nail, sin dejar a Solid State; con estas dos compañías lanzan los últimos tres álbumes, además, Roadrunner distribuye los discos de la banda desde el 2010, junto a EMI Christian Music Group mundialmente.
Originalmente, Underoath se identificó como una banda cristiana, aunque en los últimos años han renegado de dicha etiqueta y/o alejado del cristianismo. A pesar  de contar con una radiodifusión masiva, el sexteto fue nominado al Grammy en los años 2007 y 2010 respectivamente. Con el lanzamiento de They're Only Chasing Safety (2004) y Define the Great Line (2006), la banda fue certificada como los mejores álbumes de metal cristiano desde 1997.
El 2 de octubre de 2012, Underoath anunció que se disolvería en 2013. Sin embargo, anunciaron su regreso para el 17 de agosto de 2015.
El 22 de febrero de 2018, Underoath anunció que su octavo álbum de estudio Erase Me, se lanzaría el 6 de abril de 2018. El seguimiento de su noveno álbum de estudio, titulado Voyeurist, se lanzó en enero de 2022.

## Historia

### Inicios (1997-1999)
El 30 de noviembre de 1997, Underoath se formó por Dallas Taylor y Lucas Morton, en Ocala, Florida, aunque en poco tiempo se trasladaron a Tampa. El nombre fue ideado por Morton, el que explica que viene desde la biblia simplemente. Morton conoció a Aaron Gillespie en una iglesia donde lo vio tocar batería, Morton invita a Gillespie a unirse a la banda, el accede, a pesar de tener 14 años en ese entonces. Luego de esto, el trío llama a Corey Steger y Rey Anasco. Hasta el 1999, la banda se hizo conocida en pequeños festivales y en el espacio underground.

### Act of DepressionyCries of the Past(1999-2001)
Firmando con Takehold, la banda lanzó su primer álbum, Act of Depression en julio del 1999. Morton dejó la banda antes de la grabación, al igual que Anasco; Octavio Fernández en tanto, toma el lugar de Anasco.
Chris Dudley se suma como tecladista a la banda, mientras Fernández toma el lugar de guitarrista, para que Matt Clark se una como bajista. En julio del 2000, la banda lanza su segundo álbum, Cries of the Past.
Estos dos álbumes fueron producidos por James Paul Wisner, conteniendo canciones de casi 11 minutos. Actualmente esos 2 discos están fuera del mercado, y no son considerados álbumes por ellos; respecto a las ventas, estas oscilaron entre 2 mil y 3 mil copias (respectivamente). Cabe indicar que en estos 2 álbumes se puede notar el sonido más pesado de la banda, incluyendo a los subgéneros deathcore, death metal e incluso thrash metal y un extremo unblack metal combinado con hardcore punk, esto debido a que Tampa fue una de las principales capitales del death metal por lo que Underoath en sus inicios eran propios del género.

### The Changing of Timesy partida de Taylor (2001-2003)
Steger deja la banda, siendo reemplazado por Tim McTague, Clark también deja la banda, Bill Nottke toma su puesto. Con su nueva casa, Solid State, el 26 de enero la banda lanza su tercer álbum de estudio, The Changing of Times, después de grabado el álbum, Nottke deja la banda, por lo que Grant Brandell entra como bajista.
En sonido, el álbum es más melódico, también Gillespie implementa voces limpias, When the Sun Sleeps es el único sencillo del álbum, el que cuenta con un vídeo musical también. Fernández dejó la banda tiempo después y Kelly Scott Nunn tomó su puesto.
La banda estuvo de gira durante varios meses, también fueron invitados al Warped Tour del año 2003. En una gira con Atreyu la banda anuncia que Dallas Taylor ha sido expulsado de la banda, Matt Tarpey de Winter Solstice toma el puesto de Taylor temporalmente. En octubre del 2003, Spencer Chamberlain de This Runs Through se une como nuevo vocalista.
Dear Misery sería el cuarto álbum de la banda, escrito por Gillespie y compuesto por la banda, junto a Dallas, las canciones Coryn's Defeat y Look Past the Bright Lights fueron interpretadas en variadas ocasiones. Tras la salida de Taylor, el álbum jamás se lanzó. Coryn's Defeat fue regrabada por Dallas junto a The New Tragic, banda de la cual fue expulsado, Look Past the Bright Lights es lo que se conoce como Reinventing your Exit, el demo se puede encontrar en internet con las voces de Chamberlain

### They're Only Chasing Safety(2004-2006)
A finales del 2003 se anunció la grabación del cuarto álbum de la banda y el primero con Chamberlain, el que se comenzó a grabar en febrero del siguiente año, junto a James Paul Wisner, el mismo productor que sus tres discos anteriores.
El 15 de julio fue lanzado They're Only Chasing Safety. Este álbum fue escrito todo por Aaron y aquí su participación fue mayor, ya que la banda experimenta mostrando un lado más melódico, una amalgama entre el post-hardcore, el metalcore, pop punk y emo. La banda lanzó los singles Reinventing Your Exit y It's Dangerous Business Walking out Your Front Door el 2004 respectivamente, sus vídeos musicales fueron premiados por MTV.
En marzo del 2005 la banda inauguró el Taste of Chaos tour. En octubre de 2005, They're Only Chasing Safety fue relanzado en dos discos, con 3 demos del álbum e ilustraciones nuevas, y un DVD de dos horas en donde se muestra a la banda. A finales del 2005, el álbum vendió más de 600.000 copias.

### Define the Great Line(2006-2007)
Underoath comenzó a grabar su quinto disco en enero de 2006. Matt Goldman, un miembro fundador del Blue Man Group, y Adam Dutkiewicz, guitarrista de la banda Killswitch Engage, trabajaron con la banda para producir el álbum.
El 6 de junio del 2006, se lanzó su primer single, Writing on the Walls, la que puede ser una de sus canciones más famosas.
El 20 de junio Define the Great Line salió a la luz, bajo Tooth and Nail, aunque también se mantuvo en contrato con Solid State. El álbum quedó en el puesto #2 en el Billboard, vendió 98 mil copias en su primera semana y es el álbum más exitoso de metal cristiano desde 1997. Underoath lanzó simultáneamente una versión especial del álbum que ofrecía las ilustraciones especiales y un DVD que incluye otra película con los making-of de los vídeos.
El disco fue certificado como "Gold" por la RIAA y en noviembre llevó más de 500 mil copias vendidas, siendo el primer álbum de Solid State en lograr esto. El álbum también se lanzó en vinilo, vendiendo 3 mil copias.
La banda participó en junio y julio en el Warped Tour del 2006. El 28 de julio la banda abandonó el tour por problemas con Fat Mike de NOFX.
El 28 de noviembre la banda lanzó el segundo single del álbum, In Regards to Myself, los vídeos de este y su single anterior fueron filmados en Suecia. La banda estuvo en un tour por Europa, Australia y Asia a finales del 2006, también participó Taking Back Sunday y Armor for Sleep desde febrero hasta abril de 2007. En febrero fueron lanzados los vídeos de You're Ever So Inviting y A Moment Suspended in Time, You're Ever So Inviting ganó la Batalla de vídeos en MTV, el 23 de mayo.
La banda se presentó en el "Taste of Chaos World Tour" en Canadá y el concierto cristiano "Cornerstone Festival". La banda también tocó en el Warped Tour del 2007, desde el 24 de julio al 9 de agosto, en Australia y al este de Asia, compartiendo escenario con Maylene and the Sons of Disaster, Poison the Well y Every Time I Die. Gillespie presentó una infección al dedo y Kenny Bozich reemplazó a Aaron mientras se recuperaba.
El 17 de julio de 2007, la banda lanzó su primer DVD titulado 777. Es un pack con 90 minutos, con detrás de cámaras de presentaciones alrededor de los Estados Unidos, Japón, Australia, Europa, Canadá y el Reino Unido, también cuenta con los 4 videos de Define the Great Line, además de los detrás de cámaras, making of y un documental sobre el video You're Ever So Inviting, también ofrece conciertos en vivo como el Myspace Secret Show.

### Lost in the Sound of Separation(2007-2010)
Durante septiembre del 2007, Spencer Chamberlain declaró varias veces que la banda lanzaría un nuevo disco a mediados del 2008. Más tarde seria confirmado el 2 de septiembre del 2008 sería el lanzamiento de su sexto álbum La grabación para el disco comenzó en marzo de 2008 y terminó en abril del mismo año. McTague reveló que el álbum se llamaría Lost in the Sound of Separation y que es considerado como el más pesado que sus discos anteriores.
En octubre del 2007, Underoath comenzó a grabar el CD/DVD Survive, Kaleidoscope, el que finalmente se lanzó el 27 de mayo del 2008. El disco consta de 12 canciones, cada una de un diferente show. El DVD presenta las mismas canciones, con la diferencia de que en este se muestra el show presentado en The Electric Factory en Philadelphia, PA.
En la mitad del 2008, Underoath se unió al 30-city Rockstar Energy Mayhem Tour con Slipknot, Disturbed, Mastodon y DragonForce. El tour comenzó el 9 de julio y concluyó en Buffalo, Nueva York el 19 de agosto. A finales de agosto Underoath tocó con Saosin y The Devil Wears Prada en tiendas de la cadena Hot Topic, también P.O.S, Person L y The Famine estuvieron presentes.
Lost In The Sound Of Separation fue lanzado el 2 de septiembre del 2008, en su primera semana vendió 56 mil copias y se posicionó en el puesto #8 en el Billboard 200, a finales del 2008 la banda fue por primera vez a Sudamérica, Brasil, Argentina, Chile y Colombia fueron visitados, también participaron en el Warped Tour del 2009. Desperate Times, Desperate Measures y Too Bright to See, Too Loud to Hear fueron lanzados como singles del álbum.

### Salida de Gillespie yØ (Disambiguation)(2010)
En el verano la banda lanza Live at koko, un CD/DVD, lanzado solo para el Reino Unido. El 5 de abril, Aaron Gillespie, único sobreviviente a los cambios en la banda, sale de ella. Explicando que no fue una decisión a la ligera, y está dentro de un consenso de los miembros restantes, los cuales aseguran que a pesar de esto darán el máximo en las fechas restantes, señalando que Aaron en verdad está ambicionando y/o persiguiendo otros horizontes artísticos, el resto se concentrara en el nuevo disco de Underoath con toda la energía esperando el apoyo de los fans. Aaron dio su último concierto el 6 de abril, en Milán, Italia.
Daniel Davison se incorporó a la banda después de salir de la banda cristiana de mathcore Norma Jean en 2007, y trabajan actualmente 7° álbum de estudio el cual no contará con ningún fundador de la banda. Davison también toco con Underoath antiguamente, hace percusión adicional en Desperate Times Desperate Measures.
El 9 de noviembre la banda lanzó su séptimo álbum de estudio Ø (Disambiguation)., y fue producido por Jermey SH Griffith y Matt Goldman.
El 9 de septiembre la banda confirmó que su disco se lanzó con Roadrunner Records en algunos países.
El 2 de noviembre la banda comenzó una gira, promocionando su trabajo más reciente. El 23 de noviembre, Chamberlain presentó problemas de gripe, por lo que Tyler Smith (vocalista de The Word Alive) lo reemplazó por ese día.

### Illuminatour, álbumes recopilatorios y separación (2011-2013)
El 5 de julio de 2011, Underoath comienza una extensa gira titulada Illuminato[u]r, que destaca por compartir escenario con las bandas Times of Grace, Stray from the Path y LetLive. El 18 de octubre, lanzan el álbum recopilatorio Play Your Old Stuff, el cual contiene canciones de los álbumes The Changing of Times, They're Only Chasing Safety y Define the Great Line.
En octubre de 2012, anunciaron a través de su cuenta de Twitter que en 2013 será el fin de la banda. Por este motivo anunciaron un álbum recopilatorio de sus más grandes éxitos a través de su carrera, llamado Anthology: 1999-2013, el cual fue lanzado el 6 de noviembre de 2012 por Solid State Records, además de realizar un tour de despedida en enero de 2013.

### Actividades y reencuentro (2015-2017)
En enero de 2015, de la banda tiene en marcha una campaña para finalizar la producción de la película documental sobre su gira de despedida de los 12 espectáculos, publicaron 2 cortos sobre ese tema a su canal de YouTube. En julio de 2015, la banda publicó en sus páginas y redes sociales "Rebirth Is Coming" y un vídeo secreto de acompañamiento a través de sus cuentas de redes sociales. La parte de audio al vídeo críptica, cuando se reproduce hacia atrás, resultó ser el estribillo de It's Dangerous Business Walking Out Your Front Door"  del álbum They're Only Chasing Safety, y más tarde, un temporizador de cuenta atrás que finalizaba el 24 de agosto de 2015 apareció en el sitio web de la banda.
El 17 de agosto de 2015, se anunció el primer show de la banda desde la separación en 2013, encabezando Self Help Fest en San Bernardino, California el 19 de marzo de 2016, junto con A Day To Remember . En una entrevista con Alternative Press el cantante Spencer Chamberlain y el baterista Aaron Gillespie confirmaron el reencuentro de la banda.

### Erase Me(2018-2020)
El 20 de febrero de 2018, un usuario de Reddit publicó que recibieron un misterioso CD en el correo, según los informes de Fearless Records. El CD blanco tenía "NO FRAME" escrito en marcador negro, y debajo tiene una URL del sitio web www.eraseme.io. En el CD había un clip de audio titulado "Sin marco" que duró unos 35 segundos y suena como una banda sonora tensa y electrónica para la distopía. La cuenta regresiva finaliza a las 4:00 p. m. (EST) del 22 de febrero de 2018.
A las 4:00 PM el sitio web se actualizó con un vídeo que anunciaba el nuevo álbum de la banda Erase Me con un vídeo musical de su primer sencillo "On My Teeth". Los pedidos anticipados del álbum se lanzaron inmediatamente después. Erase Me se lanzará a través de Fearless Records el 6 de abril de 2018.

### Voyeurist(2021-2023)
El 14 de julio de 2021, la banda lanzó "Damn Excuses", una pista de su noveno álbum titulado "Voyeurist" que se lanzaría el 14 de enero de 2022. Este marca su primer sencillo en más de tres años. El álbum marcará el primero en casi cuatro años, su brecha más larga entre álbumes sin romperse. Originalmente estaba previsto para su lanzamiento en octubre de 2021, pero se retrasó tres meses debido a retrasos en la producción de vinilo. El 4 de agosto de 2021, la banda lanzó el segundo sencillo del álbum, "Hallelujah".
El 28 de marzo de 2023, el guitarrista rítmico James Smith anunció que había sido "informado" de que ya no era miembro de Underoath.

### The Place After This One(2024-presente)
Underoath fue el artista destacado en tres temas en 2024: "A Bullet w/ My Name On" de Bring Me the Horizon, "Demon or Ghost" de Mitchell Tenpenny y "In The Night" de Des Rocs. La banda también lanzó tres nuevos sencillos a lo largo de 2024: "Teeth" en septiembre, "Survivors Guilt" en octubre y "Generation No Surrender" en diciembre.
También en diciembre, en un concierto en St. Petersburg, Florida, Dallas Taylor apareció en el escenario con Underoath e interpretó la canción "When the Sun Sleeps" junto a todos los miembros actuales. Los tres sencillos de Underoath de 2024 aparecerán en su décimo álbum de estudio The Place After This One que se lanzará el 28 de marzo de 2025.

## Estilo e influencias
Underoath es una banda de metalcore. En sus dos primeros álbumes, la banda mezcló death metal, crossover thrash, groove metal, unblack metal, hardcore y metalcore, básicamente metal cristiano. Sus registros siguientes contaron con metalcore y post hardcore Con la aparición de su cuarto álbum, la banda fue catalogada como emo, hardcore punk y white metal, el que se deja de lado, para un sonido más potente, como en el sucesor de este, Define the Great Line. Uno de los cambios de estilo más grande de la banda fue debido a la extracción del guitarrista Corey Steger en el 2001, acabando finalmente por la extracción de Dallas Taylor en el 2003.
Básicamente Underoath es una banda de metalcore cristiano. En una entrevista, Spencer Chamberlain dijo: Somos Cristianos, pero de una manera diferente. No somos como la banda cristiana promedio. Además, el teclista Chris Dudley aclaró que la mayoría de los seguidores de la banda no son Cristianos. Chamberlain agregó que a pesar de que fuesen una banda de rock y más allá Cristiana, la mayoría de sus discos no se vendían en el mercado de la música cristiana. Grant Brandell aclamó que la banda tiene influencias de bandas como Refused, At the Drive-In, Jimmy Eat World, Isis, Radiohead y Botch, aunque en un principio son apreciables bandas de un estilo mucho más pesado tales como: Living Sacrifice, Antestor, Horde, Zao y Mortification.
Recientemente, la banda ha citado a hip hop como Run The Jewels, JID, Big Sean, Logic, electrónica como Porches y Brothertiger, indie rock como Tame Impala, IDLES y metal como Tool, Gojira y Loathe. 
A diferencia de la mayoría de las bandas metalcore, Underoath nunca se ha visto influenciado por el death metal melódico, ni tampoco ha basado su sonido en breakdowns o quiebres, a excepción de sus primeros tres discos, que mezclan death metal con hardcore.
El sonido de Underoath, sobre todo entre They're Only Chasing Safety y Define the Great Line, fue capital para el desarrollo del "post-hardcore moderno" o "pop-core", junto con bandas como From Autumn to Ashes, Alexisonfire, Silverstein, Finch y Senses Fail, mientras en los primeros 2 discos de la banda fueron de vital influencia para las bandas de metalcore melódico y deathcore aparecidas más recientemente.

## Miembros
| Miembros actuales - Aaron Gillespie: batería, percusión, voces claras (1997-2010, 2015-presente) - Chris Dudley: teclados, sintetizadores, samplers, programación, percusión (2000-2013, 2015-presente) - Tim McTague: guitarra principal, coros (2001-2013, 2015-presente) - Grant Brandell: bajo (2002-2013, 2015-presente) - Spencer Chamberlain: voz principal, guitarra adicional (2003-2013, 2015-presente) | Miembros anteriores - Luke Morton: guitarra principal (1997-1999) - Rey Anasco: bajo (1997-1999) - Corey Steger: guitarra principal, coros (1999-2001), guitarra rítmica, coros (1997-2000) - Dallas Taylor: voz principal (1997-2003) - Octavio Fernández: bajo (1999-2000), guitarra rítmica (2000-2002) - Billy Nottke: bajo (2000-2001) - Matthew Clark: bajo (2001-2002) - Kelly Scott Nunn: guitarra rítmica (2002-2003) - Daniel Davison: batería, percusión (2010-2013) - James Smith: guitarra rítmica, percusión (2003-2013, 2015-2023) |

Línea del tiempo

## Discografía
Álbumes de estudio
- Act of Depression (1999)
- Cries of the Past (2000)
- The Changing of Times (2002)
- They're Only Chasing Safety (2004)
- Define the Great Line (2006)
- Lost In The Sound Of Separation (2008)
- Ø (Disambiguation) (2010)
- Erase Me (2018)
- Voyeurist (2022)
- The Place After This One (2025)